# Zielin (gromada)
Zielin – dawna gromada, czyli najmniejsza jednostka podziału terytorialnego Polskiej Rzeczypospolitej Ludowej w latach 1954–1972.
Gromady, z gromadzkimi radami narodowymi (GRN) jako organami władzy najniższego stopnia na wsi, funkcjonowały od reformy reorganizującej administrację wiejską przeprowadzonej jesienią 1954 do momentu ich zniesienia z dniem 1 stycznia 1973, tym samym wypierając organizację gminną w latach 1954–1972.
Gromadę Zielin z siedzibą GRN w Zielinie utworzono – jako jedną z 8759 gromad na obszarze Polski – w powiecie chojeńskim w woj. szczecińskim na mocy uchwały nr V/41/54 WRN w Szczecinie z dnia 5 października 1954. W skład jednostki weszły obszary dotychczasowych gromad Troszyn i Zielin ze zniesionej gminy Mieszkowice w tymże powiecie. Dla gromady ustalono 13 członków gromadzkiej rady narodowej.
Gromadę zniesiono 1 stycznia 1957, a jej obszar włączono do nowo utworzonej gromady Mieszkowice w tymże powiecie.